# 青岛欧人监狱
36°03′40.6″N 120°19′25.2″E / 36.061278°N 120.323667°E
青岛欧人监狱，又称青岛德国监狱，旧址位于中华人民共和国山东省青岛市市南区常州路25号，青岛天后宫东侧，建成于1900年8月前，并于当年11月投入使用，其作为监狱（看守所）的历史一直延续至1995年，为中国目前保存的最早的殖民地监狱。
该建筑群以德国古堡式建筑（仁字号监房）为主体，包括伙房、浴室、马房、义字号监房、水井、了望台、监狱工场等26栋建筑，占地面积11.8亩，建筑面积8297.5平方米，现为集监狱建筑群和司法文物收藏为一体的青岛德国监狱旧址博物馆。

## 历史

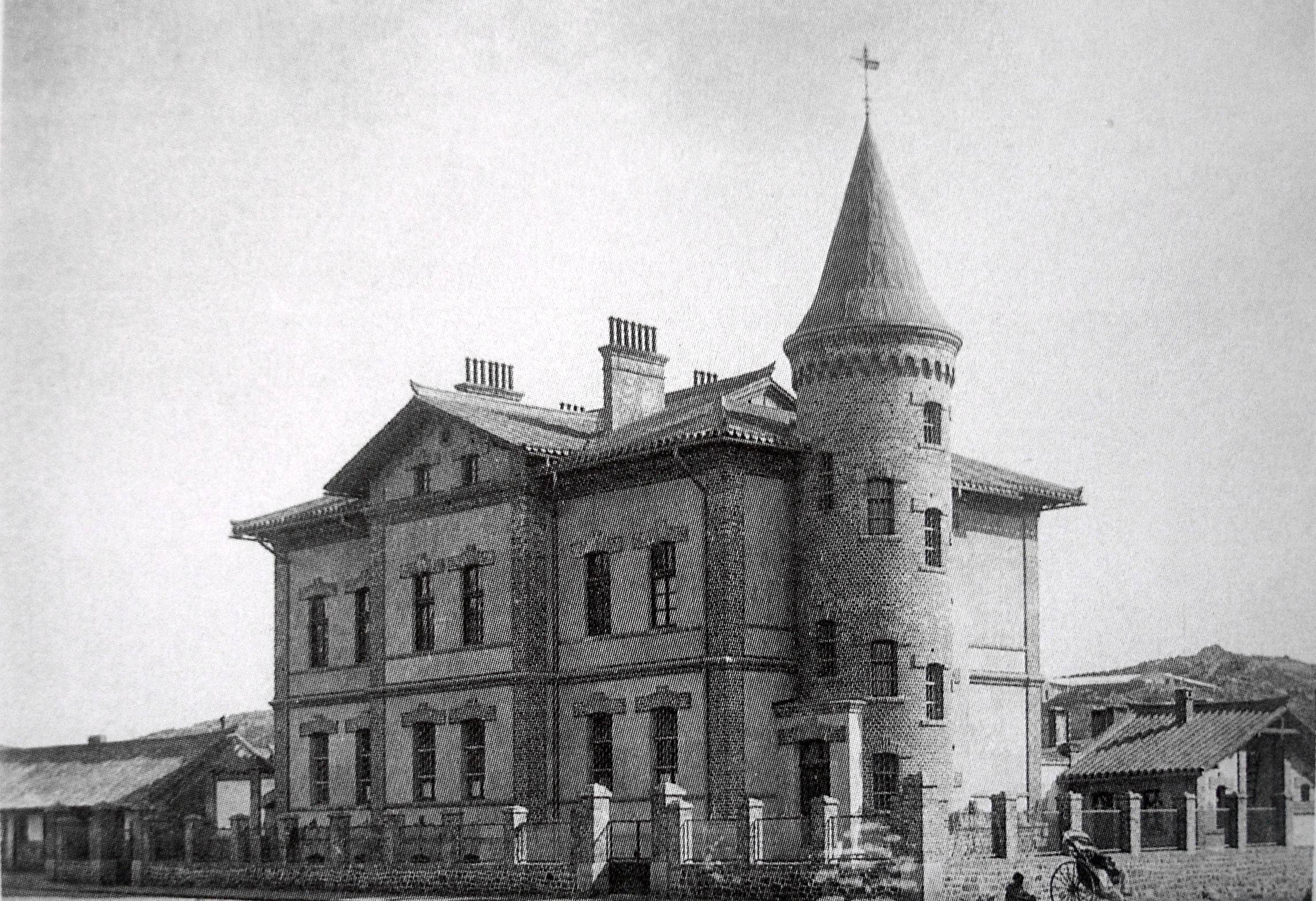
欧人监狱原貌

1898年，德国胶澳租借地管理当局颁布了第一个城市规划方案，租借地被划分为内外两界，外界为李村，内界为青岛，作为市区的青岛又被划分为分别供欧洲侨民和华人居住的欧人区和华人区。欧人监狱即为位于欧人区内、专门羁押被判徒刑或违警受拘禁处罚的欧洲籍人犯的监狱，用于关押华人罪犯的海滩营华人监狱则最初由清军海滩营房改造而成，其后又在李村建立了一座李村华人监狱。由于犯罪率较低，早期的牢房均为单人羁押，并安装有壁炉。
建筑的选址位于青岛山涧河入海口附近，这一带原为围绕天后宫和清军总兵衙门所形成的华人集中区，当时已形成了小规模的市镇中心，但是监狱的建成打破了既有的格局，开启了向欧人区行政边缘区域的演变。该建筑是青岛德占时期管理当局最早建造完成的司法建筑物，在建筑建成后多年，其管理机构帝国法院仍在清军总兵衙门旧址临时办公。
在1914年至1922年間的青岛第一次日占时期，监狱被改称日本青岛守备军司令部囚禁场，用于关押等待审判和已判处较短刑期的人犯。1922年中国收回青岛主权后，监狱由胶澳地方检察厅接管，相继作为青岛地方检察厅看守所和青岛地方法院看守所，这一时期被关押的犯人中包括青岛工人运动领导人、中共青岛四方支部书记李慰农、《青岛公民报》主笔胡信之以及中国现代作家舒群，其中舒群在此创作了小说成名作《没有祖国的孩子》。
在二十世纪二、三十年代，在早期的德式建筑东侧扩建了四座二层楼的监房，五座监房以仁、义、礼、智、信命名，同时建设了一座监狱工厂以及办公楼，此外建筑群还包括看守室和职员宿舍，形成了多重院落相套，四周围以高墙（早期建筑仅围以低矮的护栏）的大规模监狱。
在1938年-1945年的青岛第二次日占时期，在仁字号和义字号监房设立了日本海军囚禁场，在原德式建筑（即仁字号监房）内将原用于储藏杂物的地下室改建为水牢和刑讯室，其余监房和工场则划归伪青岛地方法院看守所。1945年后，监狱仍延续使用，被称为青岛地方法院看守所，其中日本战犯和汉奸曾关押于仁字号和信字号监房。1949年后相继作为青岛市人民法院看守所和青岛市公安局看守所，1995年监狱搬迁，建筑被长期闲置。
2004年12月，青岛市政府拟将其作为市法制教育基地，2005年3月起开始组织实施修缮布展工作，2007年4月30日正式作为博物馆对外开放，为继大连旅顺日俄监狱旧址博物馆之后对外开放的又一处反映殖民地监狱文化的专题博物馆。

## 建筑
该建筑为两层，为钢木石砖的混合结构，内为水泥地面。外墙使用砖砌，装饰主要包括简单的边饰（位于主体建筑的边角部分）、窗饰（位于窗户顶端）和环绕整栋建筑的水平墙饰，建筑最具识别性的标志是一端与主体建筑相连接的圆形塔楼，除用于监视放风场地的实际作用外，亦打破了建筑的对称格局，并使这座建筑成为当时城市东部海岸线上的显著景观。塔楼内设47级螺旋楼梯，外部与楼梯对应、有规律地交错开设小型窗洞，上覆的尖顶坡度很大，并在顶盖与塔楼上部中间设砖砌装饰。

## 相关展览
该建筑主要用于布置“青岛监狱旧址历史场景复原陈列展”，在建筑一层内设有狱警值班室、审讯用刑室、刑具陈列室、牢房的复原陈列，二楼设有1925年李慰农、胡信之在此服刑期间的场景复原陈列，三楼为1930年代的监狱陈设和舒群在此服刑期间的场景复原陈列，地下室内设水牢复原陈列。为反映和再现监狱旧时的情景，除使用展板、展柜外，亦采用声、光、电等多媒体手段。该博物馆的历史图片、档案资料主要设在原胶澳帝国法院旧址内，主要陈列为展现青岛近代司法制度的建立、演变和发展历程的“青岛近代司法历史陈列展”。 